# Malaysia i olympiska sommarspelen 2012
Malaysia deltog i de olympiska sommarspelen 2012 som ägde rum i London i Storbritannien mellan den 27 juli och den 12 augusti 2012.

## Medaljörer
| Medalj | Namn             | Sport     | Gren               |
| ------ | ---------------- | --------- | ------------------ |
| Silver | Lee Chong Wei    | Badminton | Herrsingel         |
| Brons  | Pandelela Rinong | Simhopp   | Damernas höga hopp |

## Badminton
- Huvudartikel: Badminton vid olympiska sommarspelen 2012

| Spelare                      | Gren        | Gruppnivå                                         | Gruppnivå                             | Gruppnivå                                          | Gruppnivå | Eliminering                   | Kvartsfinal                            | Semifinal                      | Final / brons                             | Final / brons    |
| Spelare                      | Gren        | Motståndare Poäng                                 | Motståndare Poäng                     | Motståndare Poäng                                  | Placering | Motståndare Poäng             | Motståndare Poäng                      | Motståndare Poäng              | Motståndare Poäng                         | Placering        |
| ---------------------------- | ----------- | ------------------------------------------------- | ------------------------------------- | -------------------------------------------------- | --------- | ----------------------------- | -------------------------------------- | ------------------------------ | ----------------------------------------- | ---------------- |
| Lee Chong Wei                | Herrsingel  | Lång (FIN) W (21–8, 14–21, 21–11)                 | i.u.                                  | i.u.                                               | 1 Q       | Santoso (INA) W (21–12, 21–8) | Kashyap (IND) W (21–19, 21–11)         | Chen L (CHN) W (21–13, 21–14)  | Lin D (CHN) L (21–15, 10–21, 19–21)       | 2                |
| Koo Kien Keat Tan Boon Heong | Herrdubbel  | Kawamae / Sato (JPN) W (21–12, 21–14)             | Bach / Gunawan (USA) W (21–12, 21–14) | Jung J-s / Lee Y-d (KOR) L (16–21, 11–21)          | 2 Q       | i.u.                          | Isara / Jongjit (THA) W (21–16, 21–18) | Fu / Cai (CHN) L (9–21, 19–21) | Jung J-s / Lee Y-d (KOR) L (21–23, 10–21) | 4                |
| Tee Jing Yi                  | Damsingel   | Bae Y-j (KOR) L (21–16, 15–21, 12–21)             | Allegrini (ITA) W (21–7, 21–14)       | i.u.                                               | 2         | Gick inte vidare              | Gick inte vidare                       | Gick inte vidare               | Gick inte vidare                          | Gick inte vidare |
| Chan Peng Soon Goh Liu Ying  | Mixeddubbel | Chen H-l / Cheng W-h (TPE) L (12–21, 21–6, 15–21) | Xu C / Ma J (CHN) L (14–21, 8–21)     | Prapakamol / Thoungthongkam (THA) L (16–21, 15–21) | 4         | i.u.                          | Gick inte vidare                       | Gick inte vidare               | Gick inte vidare                          | Gick inte vidare |

## Bågskytte
- Huvudartikel: Bågskytte vid olympiska sommarspelen 2012

| Bågskytt                                              | Gren                   | Ranking-runda | Ranking-runda | 32-delsfinal               | Sextondelsfinal         | Åttondelsfinal          | Kvartsfinal              | Semifinal         | Final             | Final            |
| Bågskytt                                              | Gren                   | Poäng         | Seedning      | Motståndare Poäng          | Motståndare Poäng       | Motståndare Poäng       | Motståndare Poäng        | Motståndare Poäng | Motståndare Poäng | Placering        |
| ----------------------------------------------------- | ---------------------- | ------------- | ------------- | -------------------------- | ----------------------- | ----------------------- | ------------------------ | ----------------- | ----------------- | ---------------- |
| Cheng Chu Sian                                        | Herrarnas individuella | 658           | 45            | Mohamad (MAS) (20) L 4–6   | Gick inte vidare        | Gick inte vidare        | Gick inte vidare         | Gick inte vidare  | Gick inte vidare  | Gick inte vidare |
| Haziq Kamaruddin                                      | Herrarnas individuella | 654           | 48            | Gankin (KAZ) (17) L 4–6    | Gick inte vidare        | Gick inte vidare        | Gick inte vidare         | Gick inte vidare  | Gick inte vidare  | Gick inte vidare |
| Khairul Anuar Mohamad                                 | Herrarnas individuella | 669           | 20            | Cheng C S (MAS) (45) W 6–4 | Xing Y (CHN) (13) W 5–4 | Godfrey (GBR) (4) W 6–5 | Furukawa (JPN) (5) L 2–6 | Gick inte vidare  | Gick inte vidare  | Gick inte vidare |
| Cheng Chu Sian Haziq Kamaruddin Khairul Anuar Mohamad | Herrarnas lagtävling   | 1981          | 10            | i.u.                       | i.u.                    | Mexiko L 211–216        | Gick inte vidare         | Gick inte vidare  | Gick inte vidare  | Gick inte vidare |
| Nurul Syafiqah Hashim                                 | Damernas individuella  | 599           | 60            | Lin C-e (TPE) (5) L 2–6    | Gick inte vidare        | Gick inte vidare        | Gick inte vidare         | Gick inte vidare  | Gick inte vidare  | Gick inte vidare |

## Cykling
- Huvudartikel: Cykling vid olympiska sommarspelen 2012

### Landsväg
| Athlete                       | Event               | Time            | Rank            |
| ----------------------------- | ------------------- | --------------- | --------------- |
| Mohammed Adiq Husainie Othman | Herrarnas linjelopp | Fullföljde inte | Fullföljde inte |
| Amir Rusli                    | Herrarnas linjelopp | Fullföljde inte | Fullföljde inte |

### Bana
Sprint
| Cyklist           | Gren             | Kvalifikation        | Kvalifikation | Omgång 1                         | Omgång 2                         | Återkval 2                                   | Kvartsfinaler                    | Semifinaler                      | Final                                                            | Final     |
| Cyklist           | Gren             | Tid Hastighet (km/h) | Placering     | Motståndare Tid Hastighet (km/h) | Motståndare Tid Hastighet (km/h) | Motståndare Tid Hastighet (km/h)             | Motståndare Tid Hastighet (km/h) | Motståndare Tid Hastighet (km/h) | Motståndare Tid Hastighet (km/h)                                 | Placering |
| ----------------- | ---------------- | -------------------- | ------------- | -------------------------------- | -------------------------------- | -------------------------------------------- | -------------------------------- | -------------------------------- | ---------------------------------------------------------------- | --------- |
| Azizulhasni Awang | Herrarnas sprint | 10.226 70.408        | 11            | Zhang M (CHN) W 10.473 68.748    | Dmitrijev (RUS) L                | Nakagawa (JPN) Canelón (VEN) W 10.456 68.859 | Kenny (GBR) L                    | Gick inte vidare                 | 5:e plats-final Dmitrijev (RUS) Watkins (USA) Förstemann (GER) L | 8         |

Keirin
| Cyklist           | Gren             | 1:a omgången | Återkval  | 2:a omgången     | Final     |
| Cyklist           | Gren             | Placering    | Placering | Placering        | Placering |
| ----------------- | ---------------- | ------------ | --------- | ---------------- | --------- |
| Azizulhasni Awang | Herrarnas keirin | 2 Q          | BYE       | 2 Q              | 6         |
| Fatehah Mustapa   | Damernas keirin  | 4 R          | 5         | Gick inte vidare | 15        |

## Friidrott
- Huvudartikel: Friidrott vid olympiska sommarspelen 2012

Förkortningar
- Notera – Placeringar gäller endast den tävlandes eget heat
- Q = Kvalificerade sig till nästa omgång via placering
- q = Kvalificerade sig på tid eller, i fältgrenarna, på placering utan att ha nått kvalgränsen
- NR = Nationellt rekord
- N/A = Omgången inte möjlig i grenen
- Bye = Idrottaren behövde inte delta i omgången

Herrar
Fältgrenar
| Idrottare   | Gren     | Kval  | Kval      | Final            | Final            |
| Idrottare   | Gren     | Längd | Placering | Längd            | Placering        |
| ----------- | -------- | ----- | --------- | ---------------- | ---------------- |
| Lee Hup Wei | Höjdhopp | 2.16  | 30        | Gick inte vidare | Gick inte vidare |

Damer
Bana och väg
| Idrottare        | Gren       | Heat     | Heat      | Semifinal        | Semifinal        | Final            | Final            |
| Idrottare        | Gren       | Resultat | Placering | Resultat         | Placering        | Resultat         | Placering        |
| ---------------- | ---------- | -------- | --------- | ---------------- | ---------------- | ---------------- | ---------------- |
| Noraseela Khalid | 400 m häck | 1:00.16  | 9         | Gick inte vidare | Gick inte vidare | Gick inte vidare | Gick inte vidare |

## Fäktning
- Huvudartikel: Fäktning vid olympiska sommarspelen 2012

Herrar
| Idrottare    | Gren                | Omgång 1           | Omgång 2              | Omgång 3          | Kvartsfinal       | Semifinal         | Final / BM        | Final / BM       |
| Idrottare    | Gren                | Motståndare Poäng  | Motståndare Poäng     | Motståndare Poäng | Motståndare Poäng | Motståndare Poäng | Motståndare Poäng | Placering        |
| ------------ | ------------------- | ------------------ | --------------------- | ----------------- | ----------------- | ----------------- | ----------------- | ---------------- |
| Yu Peng Kean | Sabel, individuellt | Zeid (EGY) W 15–12 | Szilágyi (HUN) L 1–15 | Gick inte vidare  | Gick inte vidare  | Gick inte vidare  | Gick inte vidare  | Gick inte vidare |

## Segling
Herrar
| Seglare                    | Gren  | Lopp | Lopp | Lopp | Lopp | Lopp | Lopp | Lopp | Lopp | Lopp | Lopp | Lopp | Summerad poäng | Finalplacering |
| Seglare                    | Gren  | 1    | 2    | 3    | 4    | 5    | 6    | 7    | 8    | 9    | 10   | M*   | Summerad poäng | Finalplacering |
| -------------------------- | ----- | ---- | ---- | ---- | ---- | ---- | ---- | ---- | ---- | ---- | ---- | ---- | -------------- | -------------- |
| Khairul Nizam Mohd Affendy | Laser | 42   | 47   | 48   | 47   | 47   | 44   | 37   | 45   | 40   | 45   | EL   | 394            | 47             |

M = Medaljlopp; EL = Eliminerad – gick inte vidare till medaljloppet;

## Simhopp
Herrar
| Idrottare                       | Gren            | Kval   | Kval      | Semifinal        | Semifinal        | Final            | Final            |
| Idrottare                       | Gren            | Poäng  | Placering | Poäng            | Placering        | Poäng            | Placering        |
| ------------------------------- | --------------- | ------ | --------- | ---------------- | ---------------- | ---------------- | ---------------- |
| Huang Qiang                     | 3 m             | 433,85 | 19        | Gick inte vidare | Gick inte vidare | Gick inte vidare | Gick inte vidare |
| Yeoh Ken Nee                    | 3 m             | 452,60 | 10 Q      | 441,65           | 12 Q             | 437,45           | 10               |
| Bryan Nickson Lomas             | 10 m            | 434,95 | 19        | Gick inte vidare | Gick inte vidare | Gick inte vidare | Gick inte vidare |
| Huang Qiang Bryan Nickson Lomas | 3 m parhoppning | i.u.   | i.u.      | i.u.             | i.u.             | 405,09           | 8                |

Damer
| Idrottare                         | Gren             | Kval   | Kval      | Semifinal        | Semifinal        | Final            | Final            |
| Idrottare                         | Gren             | Poäng  | Placering | Poäng            | Placering        | Poäng            | Placering        |
| --------------------------------- | ---------------- | ------ | --------- | ---------------- | ---------------- | ---------------- | ---------------- |
| Cheong Jun Heong                  | 3 m              | 272,45 | 20        | Gick inte vidare | Gick inte vidare | Gick inte vidare | Gick inte vidare |
| Ng Yan Yee                        | 3 m              | 257,85 | 24        | Gick inte vidare | Gick inte vidare | Gick inte vidare | Gick inte vidare |
| Pandelela Rinong                  | 10 m             | 349,00 | 2 Q       | 352,50           | 5 Q              | 359,20           | 3                |
| Traisy Vivien Tukiet              | 10 m             | 285,00 | 22        | Gick inte vidare | Gick inte vidare | Gick inte vidare | Gick inte vidare |
| Cheong Jun Heong Pandelela Rinong | 3 m parhoppning  | i.u.   | i.u.      | i.u.             | i.u.             | 283,50           | 8                |
| Leong Mun Yee Pandelela Rinong    | 10 m parhoppning | i.u.   | i.u.      | i.u.             | i.u.             | 308,52           | 7                |